# Distretto di El Ogla
Il distretto di El Ogla è un distretto della provincia di Tébessa, in Algeria, con capoluogo El Ogla.